# Przygiełka biała
Przygiełka biała (Rhynchospora alba (L.) Vahl.) – gatunek roślin należący do rodziny ciborowatych (Cyperaceae).

## Rozmieszczenie geograficzne
Występuje w Azji, Europie i Ameryce Północnej. Najliczniej występuje w Europie, gdzie zwarty zasięg występowania obejmuje Półwysep Skandynawski, środkową i zachodnią Europę oraz Wyspy Brytyjskie. W Polsce występuje na terenie całego niemal kraju, najliczniej na Pomorzu, Pojezierzu Mazurskim, Roztoczu, w zachodniej Wielkopolsce, w Kotlinie Sandomierskiej, ma Wyżynie Małopolskiej, Dolnym i Górnym Śląsku. W górach znana jest tylko z pojedynczych stanowisk. W Karpatach występuje tylko na kilku stanowiskach w Kotlinie Nowotarskiej.

## Morfologia
PokrójRoślina tworząca luźne darnie.
ŁodygaProsto wzniesiona, trójkanciasta do obłej, wysokości (10)15–40(60) cm.
LiścieBlaszka liściowa szydlasta i rynienkowata, szerokości do 2 mm, pochwa liściowa szara.
KwiatKwiaty obupłciowe, zebrane w 2–3-kwiatowe jajowate kłosy długości 4–5 mm, skupione w główkę. Wyrastają w kątach jajowato-lancetowatych przysadek, początkowo białawych później blado brązowych do różowych. Podsadka dolnego kłoska nie dłuższa od główki. Okwiat w postaci 9–13 wstecznie ząbkowanych szczecinek. Słupek jeden o dwóch znamionach, pręcików 2 lub 3.
OwocOdwrotnie jajowaty orzeszek, długości ok. 3 mm.

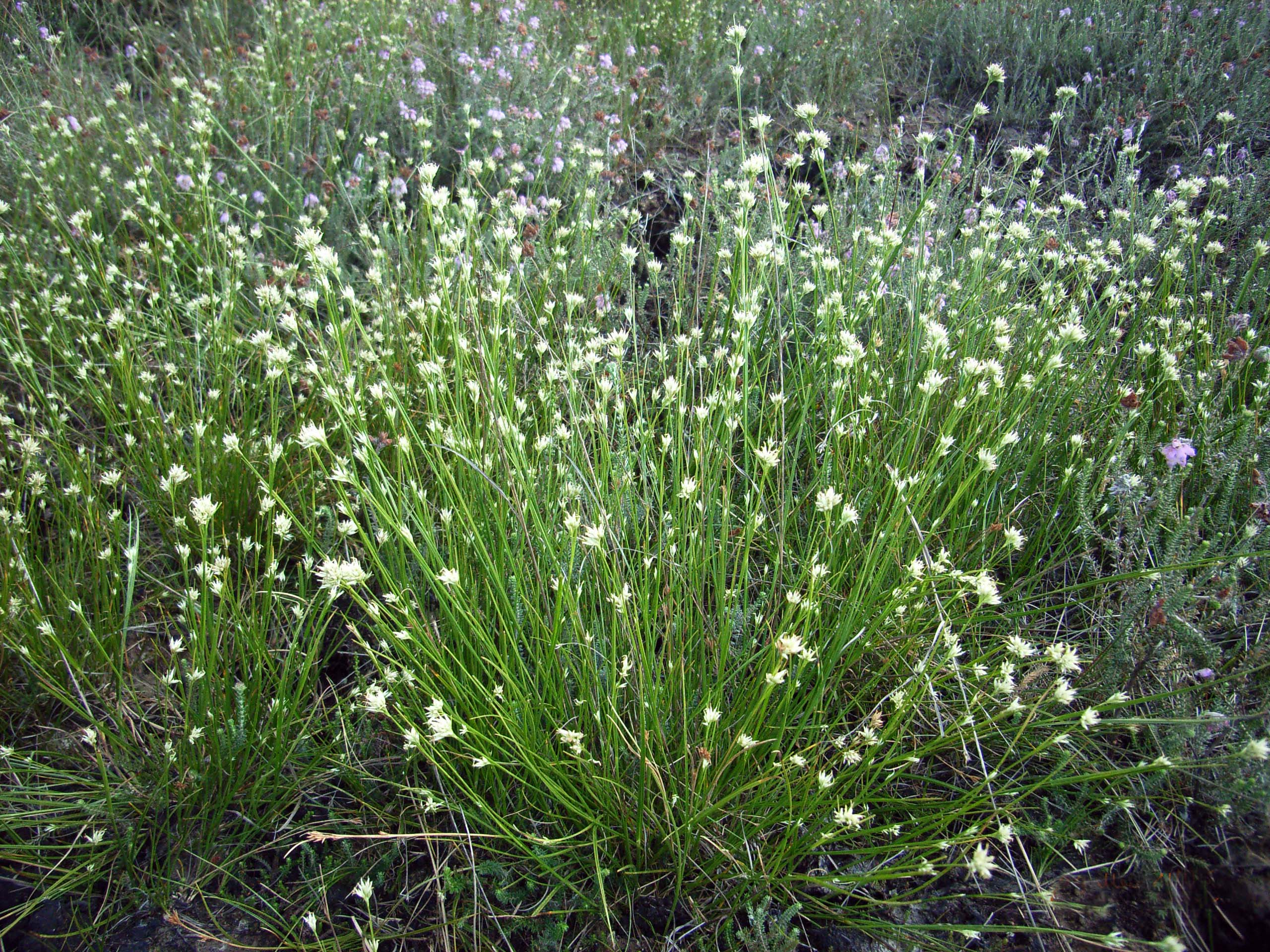
Pokrój
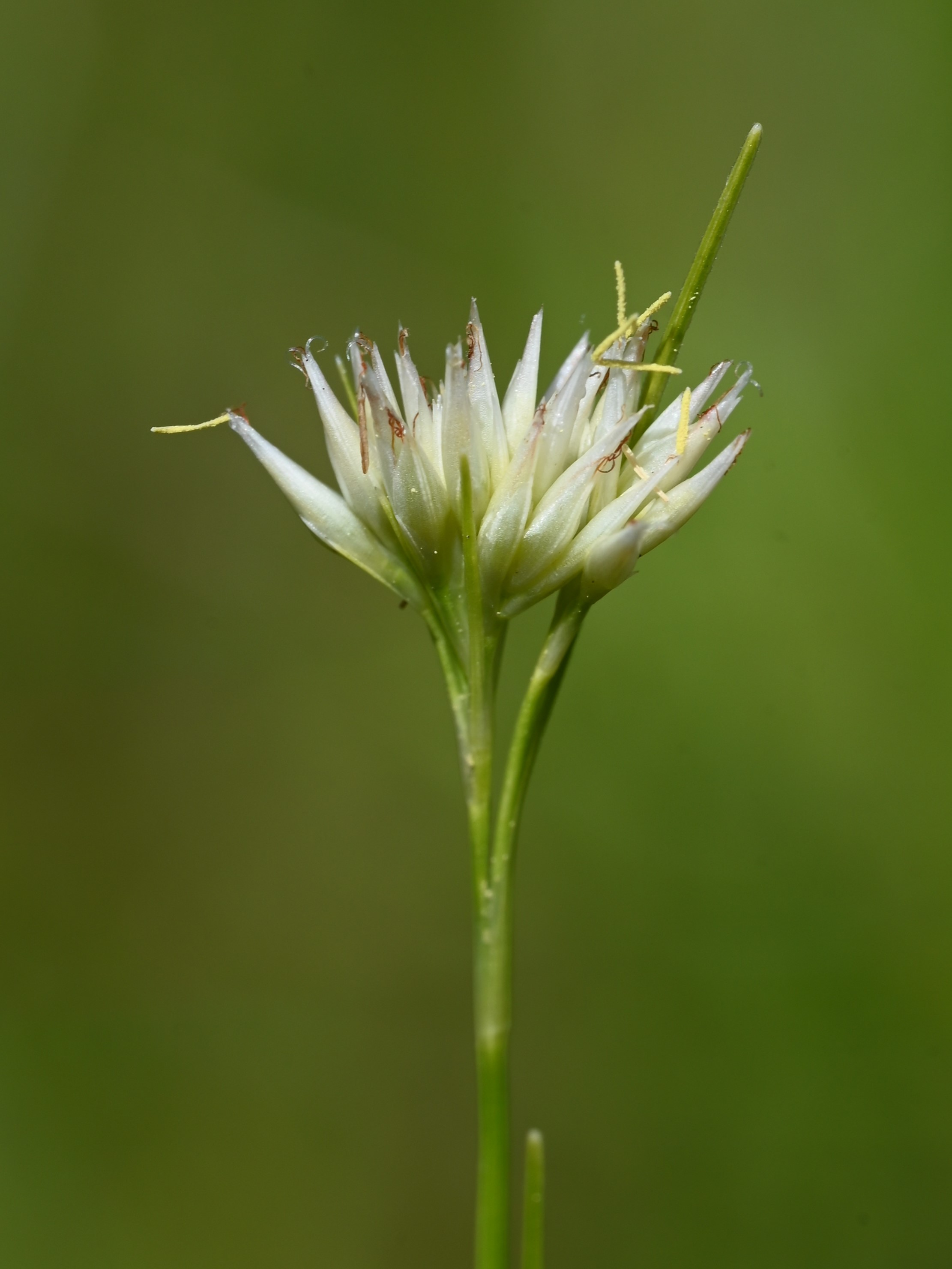
Kwiatostan
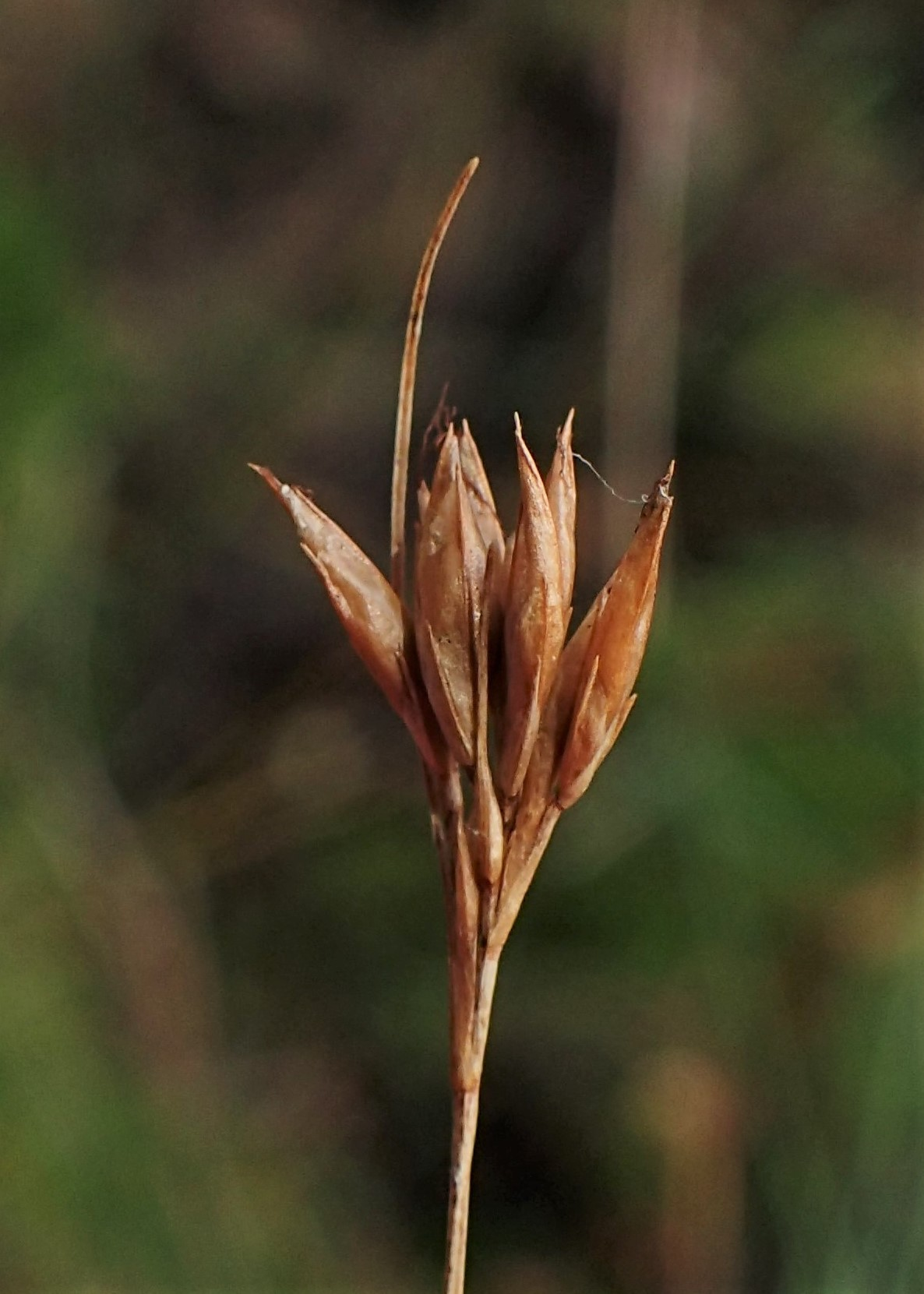
Owoce

## Biologia i ekologia
RozwójBylina, hemikryptofit, niekiedy hydrofit. Kwitnie w Polsce od czerwca do września.
SiedliskoWystępuje głównie na torfowiskach przejściowych i wilgotnych zagłębieniach torfowisk wysokich oraz mokrych wrzosowiskach. Tworzy fitocenozy budujące pło zarastające jeziora humotroficzne. W klasyfikacji zbiorowisk roślinnych gatunek charakterystyczny dla rzędu (O.) Scheuchzerietalia palustris oraz zespołu (Ass.) Rhynchosporetum albae.
GenetykaLiczba chromosomów 2n = 26, 42.

## Zagrożenia i ochrona
Umieszczona na polskiej czerwonej liście z 2016 roku w kategorii NT (bliski zagrożenia).